# Герб Пограничного района (Приморский край)
Герб муниципального образования Пограничный район Приморского края Российской Федерации — является официальным символом района.
Герб утверждён Решением № 253 Думы Пограничного муниципального района 28 ноября 2006 года.
Герб внесён в Государственный геральдический регистр Российской Федерации под номером № 2893.

## Описание герба
В серебряном поле между зелёными краями, обременёнными золотыми дубовыми ветвями, отвлечённый вверху и заострённый красный столб, обременённый четырьмя зелёными поясами».

Герб Пограничного района может воспроизводиться в двух равно допустимых версиях: — без вольной части и с вольной частью — четырёхугольником, примыкающим к верхнему правому углу герба Пограничного района с воспроизведенными в нём фигурами герб Приморского края.
Герб Пограничного муниципального района может воспроизводиться без короны и со статусной территориальной короной.

## Описание символики
Герб символизирует историко-географические и экономико-политические особенности Пограничного муниципального района.
Наименование района напрямую связано с его расположением на границе с Китаем. Это обстоятельство символически отражено в гербе красно-зелёным столбом, характерная раскраска которого указывает на принадлежность его пограничной символике.
Дубовые ветки символически отражают богатый природный мир Приморского края, для растительного покрова которого характерно преобладание дубовых лесов.
Серебро — символ чистоты, света, добра.
Золото — символ высшей ценности, величия, великодушия, богатства, солнечного света.
Красный — символизирует красоту, праздник, активность, мужество.
Зелень — символ весны, плодородия, надежды, возрождения и здоровья.
Герб разработан при содействии Союза геральдистов России.
Авторы герба: идея герба — Анатолий Клыга (Пограничный), Александр Харламов (Пограничный), Константин Мочёнов (Химки); художник и компьютерный дизайн — Галина Русанова (Москва); обоснование символики — Вячеслав Мишин (Химки).